# Compsobuthus arabicus
Espèce
Compsobuthus arabicus est une espèce de scorpions de la famille des Buthidae.

## Distribution
Cette espèce se rencontre en Arabie saoudite, en Oman et aux Émirats arabes unis.

## Description
Le mâle décrit par Kovařík, Lowe, Stockmann et Šťáhlavský en 2020 mesure 22,67 mm et la femelle 25,42 mm.

## Étymologie
Son nom d'espèce lui a été donné en référence au lieu de sa découverte, l'Arabie.

## Publication originale
- Levy, Amitai & Shulov, 1973 : « New scorpions from Israel, Jordan and Arabia. » Zoological Journal of the Linnean Society, vol. 52, no 2, p. 113-140.